# 東海交通
東海交通株式会社（とうかいこうつう、英: TOKAI KOTSU Corporation. ）は、愛知県豊橋市に本社を持つタクシー会社である。
神奈川県横須賀市、沖縄県石垣市に同名の社名があるがいずれも無関係である。

## 概要
タクシー事業のほかに、介護事業（訪問介護、介護・福祉タクシーサービス）や広告事業も行う。豊橋市内の東部・岩屋営業所、西部・高洲営業所を2大拠点として豊橋市内最大の車両保有するタクシー会社である。
タクシー事業では、同じグループ会社に東愛知日産があることから日産車が多く導入されており、日産セドリックやクルーが多数を占める。東三河初の「ハイブリッドタクシー」（トヨタプリウス（2台））・電気自動車『リーフ』を導入し運行中であるほか、愛知県初のタクシーの後方の窓に広告を貼り付ける「リアウィンドウ広告」を導入している。
コンビニエンスストアのサークルKサンクスエリアフランチャイザーのサンクス東海株式会社と協定を結び、一部のサンクス店舗前にタクシー乗り場を設置し、タクシーの利用促進とコンビニエンスストアの防犯に努めている。ちなみに東海交通本社とサンクス東海本社は徒歩数分圏内に位置している。
乗合路線として、豊橋市の委託で、ジャンボタクシーによる地域生活バスタクシー「東部東山線」の運行を皮切りに、5地区でコミュニティ路線の受託運行をしている。

## 使用車両
200台の車両を所有・運行している。
- 普通車
  - 日産セドリック
  - トヨタクラウンセダン
  - トヨタクラウンコンフォート
  - トヨタトヨタ・ジャパンタクシー
- ハイブリッドタクシー
  - トヨタプリウス
- 電気自動車
  - 日産リーフ
- ジャンボタクシー
  - 日産キャラバン
  - トヨタハイエース
- 福祉車両
  - 日産NV200バネット
- 寝台車
- チャーター車（運転手付き）

## 営業所・連絡所
- 岩屋営業所（愛知県豊橋市岩屋町字岩屋西5-1）
- 高洲営業所（愛知県豊橋市高洲町字高洲10）
- 大清水連絡所（愛知県豊橋市南大清水町字元町137-3　豊橋南高校北）
- 南栄連絡所（愛知県豊橋市南栄町字蟹原21　豊橋南栄郵便局隣・豊橋鉄道渥美線南栄駅前）
- 魚町連絡所（愛知県豊橋市魚町36　豊橋鉄道市内線札木電停前）
- 本町連絡所（愛知県豊橋市上伝馬71　ファミリーマート豊橋上伝馬町店駐車場）
- 東田連絡所（愛知県豊橋市東田仲ノ町30 豊橋鉄道市内線競輪場前電停南）
- 瓦町連絡所（愛知県豊橋市南瓦町17-1　豊橋瓦町郵便局南）
- 二川連絡所（愛知県豊橋市大岩町字元屋敷25-1　JR東海二川駅前）

## 主な乗り場
- 豊橋駅西口タクシー乗り場
- 豊橋駅東口タクシー乗り場
- 二川駅南口タクシー乗り場
- 二川駅北口タクシー乗り場
- 広小路通り精文館書店本店前
- 駅前大通り豊橋丸栄東側
- アピタ向山店内ロッテリア前
- イオン豊橋南店正面玄関前
- ロワジールホテル豊橋正面玄関前
- 豊橋市役所前
- 豊橋市民病院玄関前
- 豊橋医療センター正面玄関前
- 豊橋ハートセンター病院玄関前
- 弥生病院西玄関前
- 武内眼科玄関前
- 豊橋競輪場正面入口横
- シンフォニアテクノロジー豊橋製作所前（神鋼電機）
- 日東電工豊橋事業所前

## 沿革・歴史
- 1951年（昭和26年）1月8日 - 東海交通設立。
- 1977年（昭和52年）4月5日 - 営業所に止めてあったタクシーが爆発炎上。会社に5000万円を要求する電話[4]。
- 2008年（平成20年）7月2日 - 豊橋市より委託され、地域生活バスタクシー『東部東山線』の運行を開始。
- 2009年（平成21年）1月31日　-　高師台連絡所閉鎖。

## 地域生活バスタクシー

### 東部東山線
路線バスが廃止され、「交通空白地域」となった二川東山地区の地域住民と豊橋市が協働し、通勤・通学・通院等の交通機関として確保するため、豊橋市よりの委託を受け、2008年7月2日より「東部東山線」として運行を開始した。
- 運行開始日：2008年7月2日
- 運行日時：年末年始を除く月～金曜日の8時台 - 16時台）8/13～15及び12/29～1/3は運休
- 運行本数：おおむね5往復
- 担当営業所：岩屋営業所
- 使用車輌・運賃：9人乗りジャンボタクシー使用。
- 運賃：大人200円、小学生100円、小学生未満無料、回数券12枚綴り2000円。  
  - その他 身体障害者・療育手帳を持っている方で、手帳を提示された方と付き添いの方1人半額。豊橋市福祉回数乗車券も利用可能。
- 運行経路：二川フランテ館 - 二川駅 - 市営東山住宅 - 豊橋医療センター - 運動公園

運行経路のうち、二川駅停留所ではJR東海道本線および豊鉄バス二川線（豊橋駅方面及びシンフォニアテクノロジー・一里山方面）、豊橋医療センター停留所では豊鉄バス飯村岩崎線（豊橋駅方面及び赤岩口駅方面）、運動公園停留所では豊橋鉄道東田本線（豊橋駅前方面）へそれぞれ連絡している。

### 前芝地区
「しおかぜバス」の愛称がある
- 運行日時：年末年始を除く月～金曜日の7時台 - 18時台）8/13～15及び12/29～1/3は運休
- 運行本数：6往復
- 担当営業所：高洲営業所
- 使用車輌・運賃：13人乗りジャンボタクシー使用。
- 運賃：大人200円〜400円、小学生100〜200円、小学生未満無料、回数券（100円券)22枚綴り2000円。  （300円券)11枚綴り3000円。
  - その他 身体障害者・療育手帳を持っている方で、手帳を提示された方と付き添いの方1人半額。豊橋市福祉回数乗車券も利用可能。
- 運行経路：梅薮～前芝～清須～川崎～荒木西～西駅前

### 川北地区
かわきたバス「スマイル号」の愛称で、下地・津田・大村の各校区を運行。経路は便により異なる。
- 運行日時：年末年始を除く月～金曜日の7時台 - 18時台）8/13～15及び12/29～1/3は運休
- 運行本数：7本
- 担当営業所：高洲営業所
- 使用車輌・運賃：9人乗りジャンボタクシー使用。
- 運賃：大人200円〜300円、小学生100〜150円、小学生未満無料、回数券（100円券)22枚綴り2000円。  （250円券)11枚綴り2500円。
  - その他 身体障害者・療育手帳を持っている方で、手帳を提示された方と付き添いの方1人半額。豊橋市福祉回数乗車券も利用可能。

### 細谷・小沢校区
「愛のりくん」の愛称を持つ乗合タクシー。利用者登録が必要。
- 担当営業所：岩屋営業所